# América Futebol Clube (São José do Rio Preto)
El América Futebol Clube, conocido como América de Rio Preto, es un equipo de fútbol de Brasil que jugará en el Campeonato Paulista de Segunda División, la quinta categoría del estado de Sao Paulo, en el año de 2025. Entre los años 1970 y años 1980 participó en el Campeonato Brasileño de Serie A, la primera división nacional y es el único equipo del noroeste del estado de Sao Paulo en jugar en la primera división nacional.

## Historia
Fue fundado el 28 de enero de 1946 en el municipio de Sao José do Rio Preto en el estado de Sao Paulo. Ese mismo año se afilia a la Federación Paulista de Fútbol y es inscrito en el Campeonato Paulista del Interior.
En 1957 es campeón paulista de segunda división por primera vez por lo que consigue el ascenso por primera vez al Campeonato Paulista, siendo el primer equipo de São José do Rio Preto en jugar en la primera división estatal, iniciando un récord de ser el equipo del interior del estado de São Paulo con más participaciones en el Campeonato Paulista de manera consecutiva logrando resultados positivos como quedar en tercer lugar en las temporadas de 1975 y 1994.
En 1978 participa por primera vez en el Campeonato Brasileño de Serie A, la primera división nacional, donde superó la primera ronda al terminar de quinto en su zona de clasificación, pero es eliminado en la segunda ronda al quedar en octavo lugar entre nueve equipos finalizando en el lugar 38 entre 74 equipos.
En 1980 participa por segunda ocasión en el Brasileirao donde vuelve a superar la primera ronda al quedar en séptimo lugar en su zona y vuelve a ser eliminado en la segunda ronda como tercer lugar en su grupo por diferencia en sus enfrentamientos directos con el Guarani Esporte Clube luego de empatar en puntos y en goles, quedando en el lugar 32 entre 44 equipos.

## Palmarés
- Campeonato Paulista Serie A2: 3

1957, 1963, 1999
- Torneo Inicio Paulista: 1

1958
- Torneo José María Marín: 1

1987
- Copa de Invictos: 2

1973, 1999

## Rivalidades
Su principal rival es el Rio Preto Esporte Clube, de la misma ciudad, con el que juega el  Clásico Riopretense, agudizado por el hecho de que los integrantes del Río Preto aseguran que el América les quitó aficionados luego de que se fundó. El saldo entre los enfrentamientos favorece al América.

## Jugadores

### Jugadores destacados
- Finazzi
- Filpo Núñez
- João Carlos Costa
- Candinho
- Doriva
- Rubens Minelli
- Chicão
- Marcos Senna
- Weldon
- Fumagalli
- Danilinho